# غلاتوانغ
غلاتوانغ (بالإنجليزية: Glattwang)‏ هو أحد جبال سلسلة جبال الألب بليسور وجزء من القمة الأم هينتيريغ يقع في كانتون غراوبوندن، سويسرا. يبلغ ارتفاع الجبل حوالي 2376 متر، بينما يبلغ ارتفاع نتوء الجبل 54 متر.